# Státní znak Tádžikistánu
Státní znak Tádžikistánu je tvořen stylizovanou kresbou zlaté koruny a sedmi zlatými pěticípými hvězdami v oblouku nad korunou. Tato ústřední část je v podobné grafické podobě i na tádžické vlajce. Pod korunou je paprsčité zlaté slunce, vycházející za trojicí zlatých hor, pokrytých stříbrným sněhem. Výjev je ohraničen (heraldicky) vlevo věncem zlatých pšeničných klasů a vpravo zelenou větévkou bavlníku s listy a rozevřenými tobolkami. Věnec je převázán stuhou v národních barvách (červeno-bílo-zelenou) a v dolní části je překryt zlatou knihou v červených deskách.
Hvězdy symbolizují svatého a služební duchy:
- Spenta Mainju – svatý duch
- Vohu manah – ochránce skotu
- Ašem vahištem – ochránce ohně
- Chšathrem vairjem – ochránce kovů
- Spenta ármaiti – ochránce země
- Haurvatát – ochránce vody
- Ameretát – ochránce rostlin

Koruna symbolizuje zosobnění základních principů staroíránské zoroastrické mytologie a kosmogonie. Na koruně jsou zjednodušené kresby olejových lamp, které představují tři hlavní zoroastrijské ohně. Dolní část koruny představuje mytický most Činvat na kterém bude na konci světa Zarathuštra určovat osud mrtvých.
Tři vrcholy hor symbolizují hřebeny Alajského hřbetu, Zaalajského hřbetu a Pamíru. Věnec je symbolem zemědělství a usedlého způsobu života.

## Historie
23. února 1929 byla rozhodnutím Ústředního výkonného výboru Tádžické ASSR (do té doby součástí Sovětského svazu a Uzbecké SSR) vlastní státní vlajka, která obsahovala v horním rohu státní znak nově vzniklé republiky. Ten byl tvořen zlatým srpem (heraldicky vlevo) a kladivem se zkříženými rukojeťmi, nacházející se v paprscích zlatého, vycházejícího slunce. Symboly byly obklopeny věncem (heraldicky vlevo) ze zlatých pšeničných klasů a (vpravo) rozevřenými tobolkami, převázaným ve spodní části červenou stuhou se zkratkou názvu republiky TA CCP v cyrilici (na obrázku Тадж.A. C.C.P.). Nad věncem byla malá, stříbrná, pěticípá hvězda. Celý výjev je položen na oranžové kruhové pole, v jehož horní polovině je tádžicky arabským písmem heslo Proletáři všech zemí, spojte se! (Proletarqoi qaman mamlataqo, āk ŝaved!), v dolní polovině totéž heslo rusky cyrilicí (ПРОЛЕТАРИИ ВСЕХ СТРАН, СОЕДИНЯЙТЕСЬ!).
V dubnu roku 1929 byla přijata ústava Tádžické ASSR, v jejímž článku č. 105 byl popsán i nový státní znak. Znak tvořila zlatě lemovaná, pěticípá hvězda plnějšího tvaru, ve které byla zelená krajina se zasněženými vrcholky hor, nad nimiž vycházelo na modrém nebi zlaté slunce s 35 paprsky. Přes výjev byly položeny zlatý srp (heraldicky vlevo) a kladivo se zkříženými rukojeťmi. Hvězda byla, stejně jako u předchozího znaku, obklopeny věncem z pšeničných klasů a větviček bavlníku, svázaných v dolní části červenou stuhou. Vše bylo položeno na oranžové, kruhové pole, v jehož horní části bylo kolem horního cípu hvězdy opět (nyní tádžicky, arabským písmem a v latince) heslo Proletáři všech zemí, spojte se! V dolní části bylo do oblouku, mezi dolními cípy hvězdy, totéž heslo rusky v cyrilici. Oranžové pole bylo položeno na větší, zlaté, kruhové pole (posunuto směrem nahoru), takže část zlatého kruhu tvořila v dolní části půlměsíc s cípy směřujícími vzhůru. Na tomto půlměsíci byly do půlkruhu názvy republiky:
- tádžicky, arabským písmem (Jomhūrīyat-e ejtemāī-e ŝūrawī-e moātr-e Tājī-kestān
- tádžicky, latinkou, velkými písmeny (ÇUMHURIJATI IRTIMOIJI ŞURAVIJI MUXTORI TOÇIKISTAN)
- rusky, cyrilicí, velkými písmeny (ТАДЖИКСКАЯ АВТОНОМНAЯ СОВЕТСКАЯ СОЦИАЛИСТИЧЕСКАЯ РЕСПУБЛИКА)

obrázek je odlišný od popisu
12. června 1929 byla Tádžická ASSR přeměněna na Tádžickou SSR, která rozhodnutím Ústředního výkonného výboru SSSR vstoupila do SSSR. V souvislosti tohoto aktu bylo ze státního znaku (ze zlatého půlměsíce) vypuštěno slovo autonomní. (není obrázek)
24. února 1931 byla přijata (na 4. sjezdu sovětů Tádžické SSR) nová ústava a nové státní symboly. Nový znak tvořila pěticípá hvězda plnějšího tvaru, ve které byla zobrazena krajina. V horní části zasněžené vrcholky hor, nad nimiž vychází slunce s patnácti paprsky, přes které jsou položeny srp (heraldicky vlevo) a kladivo se zkříženými rukojeťmi. Pod horami byla vyobrazena tovární hala a most, pod nimi stádo ovcí, traktorista na traktoru a parní lokomotiva na kolejích. Hvězda byla obklopena věncem z pšeničných klasů (heraldicky vlevo), větévky bavlníku s rozevřenými tobolkami (heraldicky vpravo) a dole umístěného vinného hroznu. Věnec byl v horní i dolní části převázán stuhou. V horní části bylo heslo Proletáři všech zemí, spojte se! (latinkou v tádžičtině, arabským písmem a cyrilicí v ruštině a velkými písmeny). V dolní část byl stejným způsobem název republiky.

Státní znak Tádžické ASSR (02–04/1929)
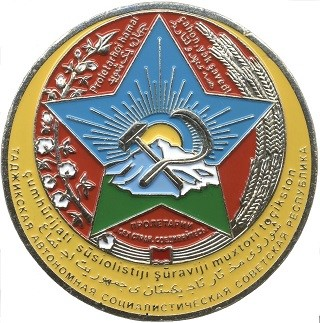
Státní znak Tádžické ASSR (04–06/1929)
Státní znak Tádžické SSR (1931–1936)

26. května 1936 byl na 4. zasedání V. sjezdu Ústředního výkonného výboru sovětů Tádžické SSR schválen nový státní znak. Ten byl opět tvořen věncem z pšeničných klasů, větévky bavlníku a vinného hroznu. Věnec byl převázán stuhou s heslem o proletářích (heraldicky vpravo v tádžičtině a vlevo v ruštině). V horní části byla lemovaná pěticípá hvězda, přes hrozen v dolní části byl položen srp s kladivem. Uvnitř věnce byla krajina se zasněženými vrcholky hor, nad nimiž vychází slunce se sedmadvaceti paprsky, na nichž byl položen do oblouku nápis Ç.S.S. Toçikiston. V dolní části byly zobrazeny: vodní elektrárna a kanál, naftová věž s červeným praporkem, traktorista na traktoru a dvě ovce. Popis nové vlajky a znaku byl následně zanesen do článku č. 92 a 93 ústavy.
1. března 1937 byla přijata nová ústava Tádžické SSR. Na rozdíl od vlajky však státní znak nebyl potvrzen a byl zaveden znak nový, zjednodušený. Tvořila jej červená, pěticípá hvězda se zkříženým zlatým srpem a kladivem uvnitř hvězdy, mírně posunutými k hornímu cípu. Pod hvězdou bylo vycházející slunce s paprsky přes hvězdu. Hvězda se sluncem byla opět obklopena věncem (klasy, bavlník) a převázána šarlatovou stuhou s heslem o proletářích (heraldicky vpravo v tádžičtině a vlevo v ruštině). V dolní části byly na stuze pod sebou nápisy Ç.S.S. Toçikiston a Таджикская C.C.P. Nový znak byl popsán ve článku 129. (není obrázek)
V roce 1938 byla na nápisu ve znaku změněna zkratka Ç.S.S na RSS. (není obrázek)
K další změně znaku došlo 28. září 1940 na základě dekretu vydaného prezidiem Nejvyššího sovětu Tádžické SSR. Text v tádžičtině (latinkou) byl zaměněn za ruskou cyrilici (RSS Toçikiston se změnil na PCC Тоҷикистон).

Státní znak Tádžické SSR (1936–1937)
Státní znak Tádžické SSR (1940–1992)

Při velkých společenských změnách v Sovětském svazu vyhlásil Tádžikistán 24. srpna 1990 svrchovanost, 1. září 1991 změnil oficiální název na Republika Tádžikistán a 9. září 1991 byla vyhlášena plná nezávislost na Sovětském svazu. Z důvodu občanské války v Tádžikistánu byly státní symboly zavedeny až 24. listopadu 1992. Symboly byly zavedeny schválením výnosu na 16. (smírčím) zasedání Nejvyšší rady Republiky Tádžikistán v obci Arbób nedaleko města Chodžent. Znak byl tvořen tyrkysově modrým, kruhovým polem, v kterém byl zlatý, okřídlený, ohlížející se lev (se zdviženou pravou tlapou) ve slunečních paprscích (seskupených do tří pramenů po sedmi) vycházejících ze zlatých hor se stříbrnými vrcholky pod ním. Ve vrcholu znaku byla, stejně jako na vlajce, zlatá koruna se zlatými hvězdami. Kruhové pole bylo obklopeno zlatými, pšeničnými klasy, převázanými stuhou v národních barvách (červeno-bílo-zelenou). Na každé straně byly vždy čtyři klasy se třinácti zrny a sedmi osinami.
Znak byl od počátku kritizován:
- prosovětskými úředníky – zdánlivá podoba lva se lvem íránského šáha
- islámskými radikály – islám zakazuje zobrazovat živé lidi i zvířata

28. prosince 1993 byl proto na zasedání Nejvyšší rady Republiky Tádžikistán schválen nový znak (zákon Nařízení o státním znaku Republiky Tádžikistán).
Symbolika znaku je podobná symbolice znaku současnému, tyrkysově modrá barva připomínala největší naleziště tyrkysu na světě. Tři prameny slunečních paprsků symbolizovaly etickou triádu zoroastrické morálky blažené mysli, slov a činů. Okřídlený lev byl symbolem síly, slunce, ohně, klidu, pokoje a blahobytu.

Státní znak Tádžikistánu (1992–1993)
Emblém z tádžické vlajky